# Stefano Colantuono
Stefano Colantuono (Roma, 23 ottobre 1962) è un dirigente sportivo, allenatore di calcio ed ex calciatore italiano, di ruolo difensore.

## Caratteristiche tecniche

### Giocatore
Da giocatore è stato difensore, giocava principalmente da difensore centrale o da libero.

## Carriera

### Calcio

#### Giocatore

Colantuono (a sinistra) in azione al Pisa nel 1986, mentre si oppone in scivolata allo juventino Laudrup.

La carriera da calciatore ha inizio nella stagione 1981-1982 col Velletri nel campionato Interregionale. Dopo due anni si trasferisce in Serie C1 alla Ternana. La stagione successiva passa all'Arezzo dove esordisce in Serie B.
Nel 1985 esordisce in Serie A con la maglia del Pisa. Coi nerazzurri vince la Coppa Mitropa in finale col Debrecen terminata 2-0 con una sua rete e una di Kieft.
L'anno successivo passa all'Avellino, in Serie A. Dopo due anni approda al Como. Nella stagione 1989-90 si trasferisce all'Ascoli dove rimane due stagioni (una in Serie A, una in Serie B).

Colantuono al Frosinone nel 1993

Nel 1992 torna al calcio a 11, militando per il Frosinone nel Campionato Nazionale Dilettanti. L'anno successivo vince sempre lo stesso campionato con la maglia della Fermana, con promozione in Serie C2.
Successivamente, la carriera di Colantuono prosegue tra Serie C2 e D, condotta in gran parte nelle Marche con la Maceratese e Sambenedettese con la quale giocherà una prima volta nel campionato 1994-1995. Nel 2002, dopo l’ultimo campionato con la Sambenedettese, si ritira.

#### Gli inizi nelle squadre di Gaucci
Nel marzo 2002 inizia la carriera di allenatore alla Sambenedettese del presidente Luciano Gaucci, a nove giornate dal termine del campionato e con la squadra nei bassifondi della classifica. Con 9 vittorie consecutive agguanta il 5º posto, l'ultimo valido per i play-off promozione in Serie C1. La Sambenedettese passa in semifinale contro il Rimini (2-2 all'andata, 1-0 al ritorno) e incontra in finale il Brescello. L'andata della finale disputata a San Benedetto del Tronto vede la squadra di casa imporsi 3-1, sette giorni dopo avviene la promozione sul campo neutro di Parma.
Non avendo ancora il patentino di allenatore, è affiancato da Gabriele Matricciani alla guida della squadra per la stagione seguente. La squadra conquista il 5º posto, utile per i play-off.
La stagione successiva, sempre in coppia con Matricciani passa al Catania in Serie B (squadra gestita da Gaucci) dove ritrova il direttore sportivo Guido Angelozzi. La squadra finisce la stagione al 9º posto con 18 vittorie (record degli etnei in una singola stagione di Serie B), 13 pareggi e 15 sconfitte.
L'anno successivo rimane nelle squadre di Gaucci, passando al Perugia appena retrocesso in Serie B. La squadra vince 21 partite su 42 ed ottiene così il quarto posto in classifica, con successiva qualificazione per la finale play-off, persa poi col Torino.

#### Atalanta
Anche a causa del fallimento della squadra umbra, il tecnico passa all'Atalanta in Serie B. Il girone d'andata è positivo: i nerazzurri conquistano infatti 8 punti in trasferta, ma in compenso in casa vincono tutte le gare disputate, terminando quindi il girone d'andata al terzo posto in classifica con 38 punti in 21 partite, dietro a Mantova (42 punti) e Catania (39 punti). Nel girone di ritorno, grazie anche all'arrivo a gennaio di Riccardo Zampagna ed alla vittoria nello scontro diretto contro il Mantova, i bergamaschi ottengono un rendimento ancora migliore, conquistando 43 punti in 21 partite. La promozione arriva il 6 maggio 2006 sul campo del Catanzaro; finisce la stagione con 81 punti avuti in 24 vittorie, 9 pareggi e 9 sconfitte.
L'anno successivo guida l'Atalanta in Serie A, concludendo all'ottavo posto con 50 punti.

#### Palermo
A fine stagione lascia l'Atalanta, nonostante un contratto appena rinnovato per altri due anni, ed accetta la proposta di Maurizio Zamparini di allenare il Palermo. All'esordio in campionato, perde 0-2 in casa con la Roma ma la squadra naviga in zone alte della classifica, da sottolineare un successo per 2-1 in casa contro il Milan campione d'Europa in carica. Nelle seguenti otto partite, la squadra fa otto punti ma Il 26 novembre 2007, in seguito alla sconfitta per 5-0 patita il giorno prima a Torino con la Juventus, è esonerato dall'incarico di allenatore malgrado la squadra occupi il sesto posto in classifica, e al suo posto viene richiamato Francesco Guidolin. Circa quattro mesi dopo, il 24 marzo 2008, è richiamato alla guida del Palermo dopo la cacciata di Guidolin. La sua seconda gestione, in cui schiera la squadra col 4-2-3-1, inizia con la sconfitta a Napoli per 1-0; poi la vittoria sulla Juventus 3-2 e il derby siciliano per 1-0 sul Catania. Il Palermo chiude all'undicesimo posto con 47 punti (29 i punti avuti nella sua gestione circa il 60%).
Per la stagione 2008-2009 è confermato alla guida del Palermo, ma dopo la sconfitta in casa che costa l'eliminazione alla prima gara ufficiale di Coppa Italia per mano del Ravenna e la sconfitta 3-1 in campionato con l'Udinese alla prima giornata, il 4 settembre è esonerato per la seconda volta da quando è alla guida del Palermo. Al suo posto è chiamato Davide Ballardini.

#### Torino
Il 15 giugno 2009 ottiene la guida del Torino appena retrocesso in Serie B, firmando contratto di durata annuale con opzione per altro anno in caso di promozione.
Il 29 novembre 2009, dopo la sconfitta interna col Crotone (1-2), è sollevato dall'incarico e sostituito con Mario Beretta. Il 10 gennaio 2010 il presidente Cairo lo richiama dopo cinque giornate dal suo esonero. Dopo una rimonta, in cui la squadra granata ottiene 12 vittorie in 21 gare, il 13 giugno fallisce la promozione perdendo nella finale dei play-off col Brescia. Dopo questa sconfitta Colantuono dichiara che l'anno successivo sarà allenatore dell'Atalanta, mentre sulla panchina granata gli subentra Franco Lerda.

#### Ritorno all'Atalanta
Il 15 giugno 2010 torna ad essere il tecnico dell'Atalanta dopo 3 anni. L'esordio stagionale è in Coppa Italia, la squadra batte il Foligno 3-1 al Secondo Turno. Esordisce con vittoria in campionato, col L.R. Vicenza. Il 23 ottobre, giorno del suo compleanno, raggiunge le 100 partite ufficiali con la squadra nerazzurra, nella sconfitta rimediata sul campo del Piacenza (3-2). Dopo la sconfitta alla 17ª giornata col Livorno, la quinta in diciassette gare, il presidente gli rinnova la fiducia a tempo. A fine girone d'andata in seguito alla vittoria casalinga con il Grosseto i bergamaschi ottengono il primo posto in classifica, rimanendo da questo momento in poi sempre nelle prime due posizioni in classifica, ossia quelle valevoli per la promozione diretta. Il 7 maggio 2011 ottiene la matematica promozione in Serie A con tre giornate d'anticipo. Il 29 maggio in seguito alla partita pareggiata per 1-1 sul campo del Grosseto vince per la seconda volta il campionato di Serie B con l'Atalanta, diventando l'unico allenatore nella storia del club ad essere riuscito in questa impresa.
L'inchiesta sul calcioscommesse condanna l'Atalanta a partire con 6 punti di penalizzazione nel campionato di Serie A 2011-2012. La stagione parte con sconfitta in casa col Gubbio col risultato di 3-4 al terzo turno di Coppa Italia. Dopo tre giornate di campionato l'Atalanta azzera i 6 punti di penalizzazione. Il 12 febbraio 2012 firma il rinnovo di contratto che lo legherà con la società bergamasca fino al 2014. L'Atalanta termina il campionato al 12º posto con 46 punti, che sarebbero 52 (che all'epoca avrebbero costituito il record di punti in Serie A per i bergamaschi) senza penalizzazione. Nel corso della stagione, l'Atalanta ha subito 4 sconfitte in casa, da parte di Juventus, Milan, Lazio (2-0 in tutti i casi), Siena (2-1), ed ha vinto 9 partite su 19 in casa, conquistando 33 dei suoi 52 punti sul terreno di casa; ha inoltre vinto per 3-1 al San Paolo col Napoli (non accadeva dal settembre 1997).
Alla prima uscita stagionale, terzo turno di Coppa Italia, 18 agosto 2012, i nerazzurri superano 2-0 il Padova. L'11 gennaio 2013 prolunga il contratto con la società bergamasca fino al 30 giugno 2016. L'Atalanta raggiunge il 15º posto con 40 punti e la salvezza (la squadra subì penalizzazione di 2 punti in classifica); in Coppa Italia raggiunge gli ottavi di finale perdendo con la Roma 3-0 allo Stadio Olimpico.
Con la vittoria 2-1 del 2 marzo 2014 contro il Chievo ha ottenuto il centesimo risultato utile della sua carriera in Serie A su 163 partite. Con 6 vittorie di fila e 46 punti conquistati in 31 partite, salva l'Atalanta con 7 gare d'anticipo rispetto alla fine del campionato, entrando così nella storia del club (ci era riuscito Gigi Delneri nel 2008-2009 con 5 giornate d'anticipo). La squadra bergamasca chiude la stagione con 50 punti, all'undicesimo posto in classifica, eguagliando quello che all'epoca era il suo record di punti in massima serie. Il 23 maggio 2014 firma il prolungamento del contratto fino al 2017.
Per il quinto anno consecutivo, il quarto in Serie A, allena la squadra bergamasca, di cui nel corso della stagione diventa l'allenatore con più panchine collezionate, superando Emiliano Mondonico. Chiude il girone d'andata a 20 punti, salvo poi venire esonerato il 4 marzo 2015 in seguito alla sconfitta interna contro la Sampdoria, con la squadra che occupava il quartultimo posto in classifica con 3 punti di vantaggio sul Cagliari terzultimo. Al suo posto la società orobica designa come nuovo tecnico Edoardo Reja, che concluderà il campionato al quartultimo posto in classifica.
Complessivamente con l'Atalanta ha collezionato 281 panchine (115 vittorie, 71 pareggi e 95 sconfitte), 261 delle quali (102 vittorie, 71 pareggi ed 88 sconfitte) in partite di campionato.

#### Udinese
Il 4 giugno 2015, tre mesi dopo il suo esonero dall'Atalanta, si svincola dal contratto che lo legava alla società orobica ottendendo una buonuscita e diventa il nuovo allenatore dell'Udinese, con cui firma un contratto biennale.
Esordisce in campionato con i bianconeri il 23 agosto 2015, con una vittoria per 1-0 sul campo della Juventus campione d'Italia in carica; si tratta inoltre della prima sconfitta subita in tutta la sua storia dalla Juventus nel proprio stadio nella prima giornata di campionato.
Il 14 marzo 2016, dopo aver perso in casa contro la Roma (1-2), viene esonerato dall'Udinese lasciando la squadra al 15º posto in classifica a +4 sulla zona retrocessione, venendo sostituito da Luigi De Canio, che conclude la stagione al 17º posto in classifica con 1 punto di vantaggio sulla zona retrocessione.

#### Bari
Il 7 novembre 2016 viene ufficializzato il suo ingaggio come nuovo allenatore del Bari sottoscrivendo un accordo fino al 30 giugno 2017. Sostituisce in panchina l'esonerato Roberto Stellone, che aveva conquistato 16 punti in 13 partite. Esordisce sulla panchina del club pugliese il successivo 14 novembre, nella partita pareggiata per 1-1 in casa contro lo Spezia; ottiene la sua prima vittoria alla guida del Bari nel successivo turno di campionato, nel quale batte per 2-0 il Carpi. Il Bari termina la stagione al 12º posto, fallendo la qualificazione ai play-off e decide in accordo con la società di non proseguire sulla panchina barese.

#### Salernitana
Il 12 dicembre 2017 diventa il nuovo tecnico della Salernitana in Serie B, sostituendo l'esonerato Alberto Bollini, che aveva totalizzato 23 punti in 20 partite. Esordisce sulla panchina della formazione campana il successivo 16 dicembre, vincendo per 2-0 sul campo della Virtus Entella; chiude il campionato al dodicesimo posto in classifica. Il 18 dicembre 2018 rassegna le proprie dimissioni dopo tre sconfitte consecutive e con la squadra al decimo posto in campionato, a due punti dalla zona play-off.

#### Sambenedettese
Il 21 settembre 2020 assume il ruolo di direttore dell'area tecnica della Sambenedettese, squadra militante in Serie C e che nel 2002 aveva lanciato la sua carriera da allenatore. L'11 gennaio 2021 viene sollevato dall'incarico, nonostante i buoni risultati ottenuti dalla squadra, a causa di alcune divergenze con la proprietà.

#### Ritorni alla Salernitana
A distanza di tre anni, il 17 ottobre 2021 viene richiamato dalla Salernitana, neopromossa in Serie A, per sostituire l'esonerato Fabrizio Castori con la squadra ultima in classifica con quattro punti raccolti nelle prime otto partite. Dopo la sconfitta interna all’esordio con l’Empoli (2-4) il 23 ottobre, tre giorni dopo arriva la prima vittoria contro il Venezia per 1-2. A seguito di due pareggi consecutivi, il 15 febbraio 2022 viene sollevato dall'incarico.
Nell'agosto del 2022, pochi mesi dopo l'esonero da parte della Salernitana, Colantuono ritorna nuovamente in Campania, questa volta come responsabile del settore giovanile del club.
Il 17 gennaio 2023, affiancato da Manuele Cacicia e Simone Barone, guida l’allenamento della prima squadra della Salernitana dopo l’esonero di Davide Nicola che era riuscito nell’impresa di salvare la squadra la stagione precedente. Il giorno dopo Nicola è richiamato dal presidente Iervolino, mentre lui ritorna al suo ruolo di responsabile del settore giovanile.
Il 19 marzo 2024, dopo l'esonero di Fabio Liverani, viene nominato tecnico della prima squadra fino al termine della stagione. Colantuono non riesce a migliorare la situazione in classifica e retrocede con quattro giornate d'anticipo terminando il campionato all'ultimo posto con 17 punti di cui tre raccolti nelle nove partite della sua gestione frutto di soli pareggi (tra cui quelli in trasferta contro Juventus e Milan). Dal 30 giugno 2024 è direttore tecnico della Salernitana.
L'11 novembre 2024 viene richiamato per la quarta volta alla guida della prima squadra in sostituzione dell'esonerato Giovanni Martusciello, con la squadra campana al quart'ultimo posto in Serie B con 13 punti. Il 23 novembre al debutto perde la sfida con la capolista Sassuolo per 4-0. La prima vittoria arriva la settimana seguente contro la Carrarese per 4-1. Il 30 dicembre seguente, all'indomani della sconfitta in trasferta contro il Catanzaro per 1-0 e con i campani al terzultimo posto in classifica, viene sollevato dall'incarico avendo collezionato cinque punti in sette partite e risolve il contratto con i granata, venendo sostituito il 3 gennaio successivo da Roberto Breda.

### Calcio a 5
Nella stagione 1991-1992, non trovando l'accordo per svincolarsi dalla società bianconera, si dedicò al calcio a 5 vincendo lo scudetto con la BNL Roma.

## Controversie
Il 9 febbraio 2015 la procura di Cremona termina le indagini riguardanti lo scandalo del calcioscommesse che aveva toccato anche l'Atalanta e il suo capitano Cristiano Doni tra gli altri e risulta ora coinvolto pure Colantuono in riguardo a Crotone-Atalanta 2-2 del 22 aprile 2011: secondo gli inquirenti il tecnico e il direttore sportivo Gabriele Zamagna erano al corrente del tentativo di combine organizzato dal calciatore Doni e Nicola Santoni, tramite il portiere avversario Emanuele Concetti.
In vista del processo penale, il 7 luglio seguente la Procura di Cremona chiede il rinvio a giudizio per Colantuono e altri 103 indagati con l'accusa della frode sportiva.
Il 5 agosto 2016 il Procuratore Federale a seguito degli esiti finali delle indagini espletate dalla Procura della Repubblica presso il tribunale di Cremona ha archiviato la posizione di Stefano Colantuono non essendo emerse fattispecie di rilievo disciplinare procedibili.

## Statistiche

### Presenze e reti nei club
| Stagione              | Squadra               | Campionato            | Campionato | Campionato | Coppe nazionali | Coppe nazionali | Coppe nazionali | Coppe continentali | Coppe continentali | Coppe continentali | Altre coppe | Altre coppe | Altre coppe | Totale | Totale |
| Stagione              | Squadra               | Comp                  | Pres       | Reti       | Comp            | Pres            | Reti            | Comp               | Pres               | Reti               | Comp        | Pres        | Reti        | Pres   | Reti   |
| --------------------- | --------------------- | --------------------- | ---------- | ---------- | --------------- | --------------- | --------------- | ------------------ | ------------------ | ------------------ | ----------- | ----------- | ----------- | ------ | ------ |
| 1981-1982             | VJS Velletri          | Int.                  | 22         | 0          | CI-Dil          | ?               | ?               | -                  | -                  | -                  | -           | -           | -           | 22+    | 0+     |
| 1982-1983             | VJS Velletri          | Int.                  | 24         | 2          | CI-Dil          | ?               | ?               | -                  | -                  | -                  | -           | -           | -           | 24+    | 2+     |
| Totale VJS Velletri   | Totale VJS Velletri   | Totale VJS Velletri   | 46         | 2          |                 | ?               | ?               |                    | -                  | -                  |             | -           | -           | 46+    | 2+     |
| 1983-1984             | Ternana               | C1                    | 16         | 3          | CI-C            | ?               | ?               | -                  | -                  | -                  | -           | -           | -           | 16+    | 3+     |
| 1984-1985             | Arezzo                | B                     | 36         | 1          | CI              | ?               | ?               | -                  | -                  | -                  | -           | -           | -           | 36+    | 1+     |
| 1985-1986             | Pisa                  | A                     | 24         | 0          | CI              | 7               | 0               | CM                 | 2                  | 1                  | -           | -           | -           | 33     | 1      |
| 1986-1987             | Avellino              | A                     | 25         | 1          | CI              | ?               | ?               |                    | -                  | -                  | -           | -           | -           | 25+    | 1+     |
| 1987-1988             | Avellino              | A                     | 28         | 1          | CI              | ?               | ?               | -                  | -                  | -                  | -           | -           | -           | 28+    | 1+     |
| Totale Avellino       | Totale Avellino       | Totale Avellino       | 53         | 2          |                 | ?               | ?               |                    | -                  | -                  |             | -           | -           | 53+    | 2+     |
| 1988-1989             | Como                  | A                     | 23         | 1          | CI              | 7               | 0               |                    | -                  | -                  | -           | -           | -           | 30     | 1      |
| 1989-1990             | Ascoli                | A                     | 30         | 0          | CI              | ?               | ?               |                    | -                  | -                  | -           | -           | -           | 30+    | 0+     |
| 1990-1991             | Ascoli                | B                     | 8          | 0          | CI              | ?               | ?               |                    | -                  | -                  | -           | -           | -           | 8+     | 0+     |
| Totale Ascoli         | Totale Ascoli         | Totale Ascoli         | 38         | 0          |                 | ?               | ?               |                    | -                  | -                  |             | -           | -           | 38+    | 0+     |
| 1992-1993             | Frosinone             | CND                   | 27         | 1          | CI-Dil          | ?               | ?               |                    | -                  | -                  | -           | -           | -           | 27+    | 1+     |
| 1993-1994             | Fermana               | CND                   | 29         | 5          | CI-Dil          | ?               | ?               |                    | -                  | -                  | -           | -           | -           | 29+    | 5+     |
| 1994-1995             | Sambenedettese        | Ecc.                  | 25         | 2          |                 | -               | -               |                    | -                  | -                  | -           | -           | -           | 25     | 2      |
| 1995-1996             | Maceratese            | CND                   | 31         | 2          | CI-Dil          | ?               | ?               |                    | -                  | -                  | -           | -           | -           | 31+    | 2+     |
| 1996-1997             | Maceratese            | C2                    | 27         | 0          | CI-C            | ?               | ?               |                    | -                  | -                  | -           | -           | -           | 27+    | 0+     |
| 1997-1998             | Maceratese            | C2                    | 27         | 2          | CI-C            | ?               | ?               |                    | -                  | -                  | -           | -           | -           | 27+    | 2+     |
| 1998-1999             | Maceratese            | C2                    | 28         | 2          | CI-C            | ?               | ?               |                    | -                  | -                  | -           | -           | -           | 28+    | 2+     |
| Totale Maceratese     | Totale Maceratese     | Totale Maceratese     | 113        | 6          |                 | ?               | ?               |                    | -                  | -                  |             | -           | -           | 113+   | 6+     |
| 1999-2000             | Sestrese              | D                     | 25         | 0          | CI-D            | ?               | ?               |                    | -                  | -                  | -           | -           | -           | 25+    | 0+     |
| 2000-nov. 2000        | Sestrese              | D                     | 9          | 2          | CI-D            | ?               | ?               |                    | -                  | -                  | -           | -           | -           | 9+     | 2+     |
| Totale Sestrese       | Totale Sestrese       | Totale Sestrese       | 34         | 2          |                 | ?               | ?               |                    | -                  | -                  |             | -           | -           | 34+    | 2+     |
| nov. 2000-2001        | Sambenedettese        | D                     | 21         | 4          | CI-D            | -               | -               |                    | -                  | -                  | -           | -           | -           | 21+    | 4+     |
| 2001-mar. 2002        | Sambenedettese        | C2                    | 10         | 1          | CI-C            | ?               | ?               |                    | -                  | -                  | -           | -           | -           | 10+    | 1+     |
| Totale Sambenedettese | Totale Sambenedettese | Totale Sambenedettese | 56         | 7          |                 | ?               | ?               |                    | -                  | -                  |             | -           | -           | 56+    | 7+     |
| Totale carriera       | Totale carriera       | Totale carriera       | 495        | 30         |                 | ?               | ?               |                    | 2                  | 1                  |             | -           | -           | 497+   | 31+    |

### Statistiche da allenatore
Statistiche aggiornate al 30 dicembre 2024. In grassetto le competizioni vinte.
| Stagione              | Squadra               | Campionato            | Campionato | Campionato | Campionato | Campionato | Coppe nazionali | Coppe nazionali | Coppe nazionali | Coppe nazionali | Coppe nazionali | Coppe continentali | Coppe continentali | Coppe continentali | Coppe continentali | Coppe continentali | Altre coppe | Altre coppe | Altre coppe | Altre coppe | Altre coppe | Totale | Totale | Totale | Totale | Vittorie % | Piazzamento       |
| Stagione              | Squadra               | Comp                  | G          | V          | N          | P          | Comp            | G               | V               | N               | P               | Comp               | G                  | V                  | N                  | P                  | Comp        | G           | V           | N           | P           | G      | V      | N      | P      | %          | Piazzamento       |
| --------------------- | --------------------- | --------------------- | ---------- | ---------- | ---------- | ---------- | --------------- | --------------- | --------------- | --------------- | --------------- | ------------------ | ------------------ | ------------------ | ------------------ | ------------------ | ----------- | ----------- | ----------- | ----------- | ----------- | ------ | ------ | ------ | ------ | ---------- | ----------------- |
| mar.-giu. 2002        | Sambenedettese        | C2                    | 9+4        | 9+2        | 0+1        | 0+1        | CI-C            | -               | -               | -               | -               | -                  | -                  | -                  | -                  | -                  | -           | -           | -           | -           | -           | 13     | 11     | 1      | 1      | 84,62      | Sub., 5°          |
| 2002-2003             | Sambenedettese        | C1                    | 34+2       | 14+1       | 14+0       | 6+1        | CI-C            | 8               | 4               | 3               | 1               | -                  | -                  | -                  | -                  | -                  | -           | -           | -           | -           | -           | 44     | 19     | 17     | 8      | 43,18      | 5º                |
| Totale Sambenedettese | Totale Sambenedettese | Totale Sambenedettese | 49         | 23+3       | 14+1       | 6+2        |                 | 8               | 4               | 3               | 1               |                    | -                  | -                  | -                  | -                  |             | -           | -           | -           | -           | 57     | 30     | 18     | 9      | 52,63      |                   |
| 2003-2004             | Catania               | B                     | 46         | 18         | 13         | 15         | CI              | 3               | 2               | 1               | 0               | -                  | -                  | -                  | -                  | -                  | -           | -           | -           | -           | -           | 49     | 20     | 14     | 15     | 40,82      | 9º                |
| 2004-2005             | Perugia               | B                     | 42+4       | 21+3       | 11+0       | 10+1       | CI              | 3               | 1               | 1               | 1               | -                  | -                  | -                  | -                  | -                  | -           | -           | -           | -           | -           | 49     | 25     | 12     | 12     | 51,02      | 3º                |
| 2005-2006             | Atalanta              | B                     | 42         | 24         | 9          | 9          | CI              | 5               | 4               | 0               | 1               | -                  | -                  | -                  | -                  | -                  | -           | -           | -           | -           | -           | 47     | 28     | 9      | 10     | 59,57      | 1º (prom.)        |
| 2006-2007             | Atalanta              | A                     | 38         | 12         | 14         | 12         | CI              | 3               | 2               | 0               | 1               | -                  | -                  | -                  | -                  | -                  | -           | -           | -           | -           | -           | 41     | 14     | 14     | 13     | 34,15      | 8º                |
| 2007-2008             | Palermo               | A                     | 21         | 7          | 8          | 6          | CI              | 0               | 0               | 0               | 0               | CU                 | 2                  | 1                  | 0                  | 1                  | -           | -           | -           | -           | -           | 23     | 8      | 8      | 7      | 34,78      | Eson., Sub., 11º  |
| ago. 2008             | Palermo               | A                     | 1          | 0          | 0          | 1          | CI              | 1               | 0               | 0               | 1               | -                  | -                  | -                  | -                  | -                  | -           | -           | -           | -           | -           | 2      | 0      | 0      | 2      | &0,00      | Eson.             |
| Totale Palermo        | Totale Palermo        | Totale Palermo        | 22         | 7          | 8          | 7          |                 | 1               | 0               | 0               | 1               |                    | 2                  | 1                  | 0                  | 1                  |             | -           | -           | -           | -           | 25     | 8      | 8      | 9      | 32,00      |                   |
| 2009-2010             | Torino                | B                     | 41         | 19         | 12         | 10         | CI              | 2               | 1               | 0               | 1               | -                  | -                  | -                  | -                  | -                  | -           | -           | -           | -           | -           | 43     | 20     | 12     | 11     | 46,51      | Eson., Sub., 5º   |
| 2010-2011             | Atalanta              | B                     | 42         | 22         | 13         | 7          | CI              | 2               | 1               | 0               | 1               | -                  | -                  | -                  | -                  | -                  | -           | -           | -           | -           | -           | 44     | 23     | 13     | 8      | 52,27      | 1º (prom.)        |
| 2011-2012             | Atalanta              | A                     | 38         | 13         | 13         | 12         | CI              | 1               | 0               | 0               | 1               | -                  | -                  | -                  | -                  | -                  | -           | -           | -           | -           | -           | 39     | 13     | 13     | 13     | 33,33      | 12º               |
| 2012-2013             | Atalanta              | A                     | 38         | 11         | 9          | 18         | CI              | 3               | 2               | 0               | 1               | -                  | -                  | -                  | -                  | -                  | -           | -           | -           | -           | -           | 41     | 13     | 9      | 19     | 31,71      | 15º               |
| 2013-2014             | Atalanta              | A                     | 38         | 15         | 5          | 18         | CI              | 3               | 2               | 0               | 1               | -                  | -                  | -                  | -                  | -                  | -           | -           | -           | -           | -           | 41     | 17     | 5      | 19     | 41,46      | 11º               |
| 2014-mar. 2015        | Atalanta              | A                     | 25         | 5          | 8          | 12         | CI              | 3               | 2               | 0               | 1               | -                  | -                  | -                  | -                  | -                  | -           | -           | -           | -           | -           | 28     | 7      | 8      | 13     | 25,00      | Eson.             |
| Totale Atalanta       | Totale Atalanta       | Totale Atalanta       | 261        | 102        | 71         | 88         |                 | 20              | 13              | 0               | 7               |                    | -                  | -                  | -                  | -                  |             | -           | -           | -           | -           | 281    | 115    | 71     | 95     | 40,93      |                   |
| 2015-mar. 2016        | Udinese               | A                     | 29         | 8          | 6          | 15         | CI              | 3               | 2               | 0               | 1               | -                  | -                  | -                  | -                  | -                  | -           | -           | -           | -           | -           | 32     | 10     | 6      | 16     | 31,25      | Eson.             |
| nov. 2016-2017        | Bari                  | B                     | 29         | 9          | 10         | 10         | CI              | -               | -               | -               | -               | -                  | -                  | -                  | -                  | -                  | -           | -           | -           | -           | -           | 29     | 9      | 10     | 10     | 31,03      | Sub., 12º         |
| dic. 2017-2018        | Salernitana           | B                     | 24         | 7          | 7          | 10         | CI              | -               | -               | -               | -               | -                  | -                  | -                  | -                  | -                  | -           | -           | -           | -           | -           | 24     | 7      | 7      | 10     | 29,17      | Sub., 12º         |
| ago.-dic. 2018        | Salernitana           | B                     | 15         | 5          | 5          | 5          | CI              | 2               | 1               | 0               | 1               | -                  | -                  | -                  | -                  | -                  | -           | -           | -           | -           | -           | 17     | 6      | 5      | 6      | 35,29      | Dimiss.           |
| ott. 2021-feb. 2022   | Salernitana           | A                     | 15         | 2          | 3          | 10         | CI              | 1               | 0               | 0               | 1               | -                  | -                  | -                  | -                  | -                  | -           | -           | -           | -           | -           | 16     | 2      | 3      | 11     | 12,50      | Sub., Eson.       |
| mar.-giu. 2024        | Salernitana           | A                     | 9          | 0          | 3          | 6          | CI              | -               | -               | -               | -               | -                  | -                  | -                  | -                  | -                  | -           | -           | -           | -           | -           | 9      | 0      | 3      | 6      | &0,00      | Sub., 20º (retr.) |
| nov.-dic. 2024        | Salernitana           | B                     | 7          | 1          | 2          | 4          | CI              | -               | -               | -               | -               | -                  | -                  | -                  | -                  | -                  | -           | -           | -           | -           | -           | 7      | 1      | 2      | 4      | 14,29      | Sub., Eson.       |
| Totale Salernitana    | Totale Salernitana    | Totale Salernitana    | 70         | 15         | 20         | 35         |                 | 3               | 1               | 0               | 2               |                    | -                  | -                  | -                  | -                  |             | -           | -           | -           | -           | 73     | 16     | 20     | 37     | 21,92      |                   |
| Totale carriera       | Totale carriera       | Totale carriera       | 593        | 228        | 166        | 199        |                 | 43              | 24              | 5               | 14              |                    | 2                  | 1                  | 0                  | 1                  |             | -           | -           | -           | -           | 638    | 253    | 171    | 214    | 39,66      |                   |

#### Record
- È l'unico allenatore dell'Atalanta ad aver vinto due campionati di Serie B (2005-2006, 2010-2011).
- È l'allenatore dell'Atalanta che detiene il record assoluto di vittorie in un singolo campionato (24 nella Serie B 2005-2006)
- È l'allenatore dell'Atalanta che detiene il record assoluto di punti in una sola stagione: 81 nella stagione 2005-2006 (Serie B).
- Durante la sua permanenza sulla panchina dell'Udinese è diventato l'unico allenatore ad aver vinto sul campo della Juventus nella prima giornata di un campionato.

## Palmarès

### Giocatore

#### Club

##### Competizioni regionali
- Eccellenza: 1

Sambenedettese: 1994-1995 (girone marchigiano)

##### Competizioni nazionali
- Campionato Nazionale Dilettanti: 1

Maceratese: 1995-1996 (girone F)
- Campionato italiano Serie D: 1

Sambenedettese: 2000-2001 (girone F)

##### Competizioni internazionali
- Coppa Mitropa: 1

Pisa: 1985-1986

### Calcio a 5
- Campionato italiano: 1

BNL Roma: 1991-1992

### Allenatore

#### Club

##### Competizioni nazionali
- Campionato italiano di Serie B: 2

Atalanta: 2005-2006, 2010-2011